# Ralph Tyler Smith

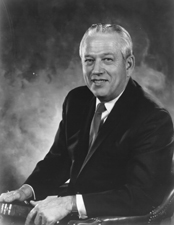
Ralph Tyler Smith

Ralph Tyler Smith (* 6. Oktober 1915 in Granite City, Illinois; † 13. August 1972 in Alton, Illinois) war ein US-amerikanischer Politiker (Republikanische Partei), der den Bundesstaat Illinois im US-Senat vertrat.
Smith besuchte die öffentlichen Schulen seiner Heimatstadt und danach das Illinois College in Jacksonville, wo er 1937 seinen Abschluss machte. Danach schrieb er sich an der Law School der Washington University in St. Louis ein und wurde 1940 nach erfolgreichem Studium der Rechtswissenschaften in die Anwaltskammer aufgenommen. In der Folge arbeitete er als Jurist in Granite City, ehe er sich nach dem Angriff auf Pearl Harbor bei der Reserve der US-Marine verpflichtete. Im Juli 1942 trat er dann in den aktiven Dienst ein, den er bis Januar 1946 ausübte.
Nach seinem Abschied von der Marine kehrte Smith nach Illinois zurück und nahm seine juristische Tätigkeit in Alton wieder auf. 1954 begann dann seine politische Laufbahn, als er ins Repräsentantenhaus von Illinois gewählt wurde; insgesamt folgten sieben Wiederwahlen. Während dieser Zeit im Parlament war er 1963 Whip der republikanischen Mehrheitsfraktion; 1967 und 1969 wurde er jeweils für zwei Jahre zum Speaker der Kammer gewählt.
Noch im Jahr 1969 erfolgte jedoch der Wechsel in den US-Senat. Der Gouverneur von Illinois, Richard Ogilvie, ernannte Smith zum Nachfolger des verstorbenen Everett Dirksen. Er nahm sein Mandat ab dem 17. September 1969 wahr und trat auch bei der Nachwahl an, unterlag aber dabei dem Demokraten Adlai Ewing Stevenson und musste folglich am 3. November 1970 aus dem Senat ausscheiden. Im Wahlkampf war er auf Initiative der College Republicans aus Utah von einem 19-jährigen Studenten unterstützt worden: Karl Rove wurde später einer der wichtigsten Berater von US-Präsident George W. Bush.